# Alik Rivine
Pour les articles homonymes, voir Rivine (homonymie).
Alik Rivine (ou encore Alia Rivine, de son état-civil Aleksandr Iossifovitch Rivine (respectivement en russe : Алик Ривин, Аля Ривин, Александр Иосифович Ривин) né en 1914 à Minsk et mort en 1941 à Leningrad (?) est un poète russe et soviétique.

## Biographie
On sait peu de chose de la biographie d'Alik Rivine. Il est né à Minsk. Il a travaillé jeune dans une usine, et perd les doigts de la main dans un accident du travail. Au début des années 1930, il s'inscrit au département des langues romanes et germaniques de l'Institut de philosophie, de littérature et d'histoire (ЛИФЛИ) de la faculté de lettres de Leningrad et fait des traductions de poésies de l'hébreu et du français. 
Après la première année de cours à l'institut il est hospitalisé dans un hôpital psychiatrique, avec un diagnostic de schizophrénie. Il mène une vie extravagante et errante, faite de petits boulots et de lecture de ses propres poèmes et psaumes dans des endroits inattendus. Il se qualifie d'Alik der michigener, en yiddish Alik le fou, capture et vend des chats aux laboratoires, et mendie.
Il n'a fait aucune tentative pour publier ses propres textes, et n'a même pas entrepris de les recenser. Toutes ses poésies connues le sont pour avoir été distribuées et alors recueillies, souvent avec des variantes textuelles. Elles ont été publiées à titre posthume dans les magazines L'Étoile («Звезда»), Le Nouveau monde («Новый мир) et Le Contemporain, («Современник»), et dans des recueils d'œuvres littéraires et des anthologies, à l'étranger depuis le milieu des années 1970, et en Russie depuis 1989. 
Les poèmes d'Alik Rivine se caractérisent par un style parlé, l'emploi fréquent de l'argot, des mots et les phrases en yiddish, et des réminiscences de chansons à la mode. Il traduit des poèmes de Paul Verlaine, d'Alfred de Musset, de Moïshé Kulbak, de Paul Vaillant-Couturier. Seules ses traductions de poésies ont été publiées de son vivant.
En 1941, alors qu'il est handicapé, il essaie de s'engager sur le front roumain en tant que traducteur. Il disparaît ensuite sans laisser de traces, et meurt vraisemblablement à Léningrad pendant le blocus.
David Samoïlov, Efim Etkind, Edouard Schneiderman et Tamara Khmelnitskaïa (ru) ont laissé des souvenirs d'Alik Rivine. Son œuvre a été publiée post mortem par Guenrikh Sapguir, Gueorgui Levinton (ru) Tamara Khmelnitskaïa, Vladimir Chor et d'autres.